# Изабела Роселини
Изабела Роселини (итал. Isabella Rossellini; Рим,  18. јуна 1952) италијанска је глумица, редитељка и књижевница.
Ћерка је глумице Ингрид Бергман и редитеља Роберта Роселинија. Има сестру близнакињу Исоту Ингрид Роселини. Најпознатија је по улогама у филмовима Плави сомот и Смрт јој пристаје. Била је номинована за Златни глобус за улогу у телевизијском филму Злочин века (1996).